# Jonas Jonæ Lille
Jonas Jonæ Lille, 1684 i Stockholm, var en svensk präst.

## Biografi
Lille blev i januari 1658 student vid Uppsala universitet och relegerades 23 februari 1664 på ett år. Lillie blev 10 juni 1664 student vid Rostocks universitet och avlade troligen magisterexamen där. Han prästvigdes 10 januari 1667 i Strängnäs och blev huspredikant hos riksrådet Per Sparre. Den 29 februari 1672 blev han kyrkoherde i Kungsholms församling och Solna församling, Stockholm (tillträde 8 september 1672) och blev 12 juli 1673 assessor vid Stockholms konsistorium. Han var konsistoriets ombud vid provinsialmötet angående rikets försvar 1676 i Södertälje. År 1679 grundade han Kungsholms skola. Lille avled 1684 och begravdes 4 december samma år i Jacobs kyrka.
Den provisoriska Ulrika Eleonora kyrkan, prästbostad och klockarhuset brann ner natten mellan 19 och 20 november 1679. Lille förlorade all sin egendom och fick därför en kollekt från alla stadens församlingar.

## Familj
Lille var gift med Catharina Vogt (död 1685). Hon var dotter till Henrik Vogt och Anna Carldotter Ekebom. De fick tillsammans barnen Jonas Lille (född 1672), Henrik Lille (1673–1673), Per Lille (född 1674) och Kerstin Lille (född 1675).

### referenser
1. 1 2 3 4 5 6 7 8  Gunnar Hellström, Stockholms stads herdaminne från reformationen intill tillkomsten av Stockholms stift : Biografisk matrikel, 1951, s. 585, läs online, läst: 19 juni 2022.[källa från Wikidata]
2. 1 2 3  Hellström, Gunnar (1951). Stockholms stads herdaminne från reformationen intill tillkomsten av Stockholms stift: biografisk matrikel. Monografier / utgivna av Stockholms kommunalförvaltning ; [11]. Stockholm: Stockholms kommunförvaltning. sid. 585. Libris 24465. https://runeberg.org/sthlmherd/0586.html